# MV Modern Express
El MV Modern Express fue un barco transportista de autos registrado en Panamá, que naufragó en el Mar Cantábrico en enero de 2016, mientras llevando equipamiento para movimientos de suelos y camiones. Fue un Transportista de Camiones y Automóviles Puro (PCTC por sus siglas en inglés) construido en 2001 en Corea del Sur por Cido Shipping.

## Naufragio
El 26 de enero de 2016, Modern Express viajaba a Le Havre, Francia llevando 3,600 toneladas equipamiento para movimientos de suelos y camiones. Los fuertes vientos le causaron una inclinación de 40° mientras navegaba en el Mar Cantábrico, a 150 millas náuticas de la costa de España. Salvamento Marítimo respondió a su llamado "mayday". Por la tarde de enero 26, los 22 tripulantes fueron rescatados por dos helicópteros españoles. Una operación de rescate del barco fue necesitada inmediatamente porque el barco, ahora a la deriva, se dirigía hacia la costa francesa, llevado por la corriente fuerte y viento y existía la preocupación de que encallara y causara un desastre medioambiental.
Cuándo el tiempo mejoró el 1 de febrero de 2016, en un segundo intento el SMIT Salvage logró exitosamente sujetar una línea de remolque y fue llevado a Bilbao, España donde fue puesto en posición vertical, durante tres semanas, utilizando sus tanques de lastre.
Maritime Executive, la gerencia del barco, informó la llegada de Modern Express al puerto de desguace de barcos de Aliağa, Turquía confirmando que sería desguazado en lugar de reparado.